# 동티모르 센타부 동전
동티모르 센타부(테툼어: Doit Timór-Leste nian, 포르투갈어: Centavo do Timor-Leste)는 동티모르의 통화이다. 동티모르는 2000년에 유엔의 행정 통치를 받으면서 인도네시아 루피아를 대체하기 위해 미국 달러를 도입했으며, 2003년부터 센타부를 미국 달러와 함께 쓰이기 시작했다. 지폐는 발행하고 있지 않으며, 1센타부는 1센트와 가치가 같다. 1, 5, 10, 25, 50센타부 동전이 있으며 각 동전의 뒷면에는 동티모르의 동식물들이 있다.
센타부 동전들은 포르투갈 리스본의 국립 조폐국에서 발행하고 있다.

## 동전
| 동티모르 센타부 동전 | 동티모르 센타부 동전 | 동티모르 센타부 동전 | 동티모르 센타부 동전 | 동티모르 센타부 동전 | 동티모르 센타부 동전        | 동티모르 센타부 동전                                   | 동티모르 센타부 동전                                                 |
| 사진                 | 사진                 | 액면                 | 크기                 | 크기                 | 크기                        | 도안                                                   | 도안                                                                 |
| 앞면 모습            | 뒷면 모습            | 액면                 | 지름                 | 무게                 | 재질                        | 앞면 도안                                              | 뒷면 도안                                                            |
| -------------------- | -------------------- | -------------------- | -------------------- | -------------------- | --------------------------- | ------------------------------------------------------ | -------------------------------------------------------------------- |
|                      |                      | 1센타부              | 17 mm                | 3.1 g                | 니켈 도금 철                | 황제앵무조개, 나라 이름, 발행 연도                     | 액면 숫자, 티모르 전통 머리 장식물(카이바욱), 전통 직물(타이스) 문양 |
|                      |                      | 5센타부              | 18.75 mm             | 4.1 g                | 니켈 도금 철                | 벼 이삭, 나라 이름, 발행 연도                          | 액면 숫자, 티모르 전통 머리 장식물(카이바욱), 전통 직물(타이스) 문양 |
|                      |                      | 10센타부             | 20.75 mm             | 5.2 g                | 니켈 도금 철                | 싸움닭, 나라 이름, 발행 연도                           | 액면 숫자, 티모르 전통 머리 장식물(카이바욱), 전통 직물(타이스) 문양 |
|                      |                      | 25센타부             | 21.25 mm             | 5.85 g               | 니켈-황동 합금              | 전통 낚싯배(베이루), 나라 이름, 발행 연도              | 액면 숫자, 티모르 전통 머리 장식물(카이바욱), 전통 직물(타이스) 문양 |
|                      |                      | 50센타부             | 25 mm                | 6.5 g                | 니켈-황동 합금              | 커피콩, 나라 이름, 발행 연도                           | 액면 숫자, 티모르 전통 머리 장식물(카이바욱), 전통 직물(타이스) 문양 |
|                      |                      | 100센타부 (1달러)    | 23.75 mm             | 7.25 g               | 니켈-황동 합금 테두리, 백동 | 독립운동가 마누파히의 보아벤투라, 나라 이름, 발행 연도 | 액면 숫자, 티모르 전통 머리 장식물(카이바욱), 전통 직물(타이스) 문양 |

## 같이 보기
- 동티모르의 경제